# Prionotus paralatus
Prionotus paralatus és una espècie de peix pertanyent a la família dels tríglids.

## Descripció
- Fa 17,5 cm de llargària màxima.[4][5]

## Hàbitat
És un peix marí, demersal i de clima subtropical que viu entre 36-180 m de fondària.

## Distribució geogràfica
Es troba a l'Atlàntic occidental: des de l'oest del Golf de Mèxic (la desembocadura del Riu Mississipi) fins a Campeche (Mèxic).

## Observacions
És inofensiu per als humans.